# 彼得里夫卡 (巴赫穆特区)

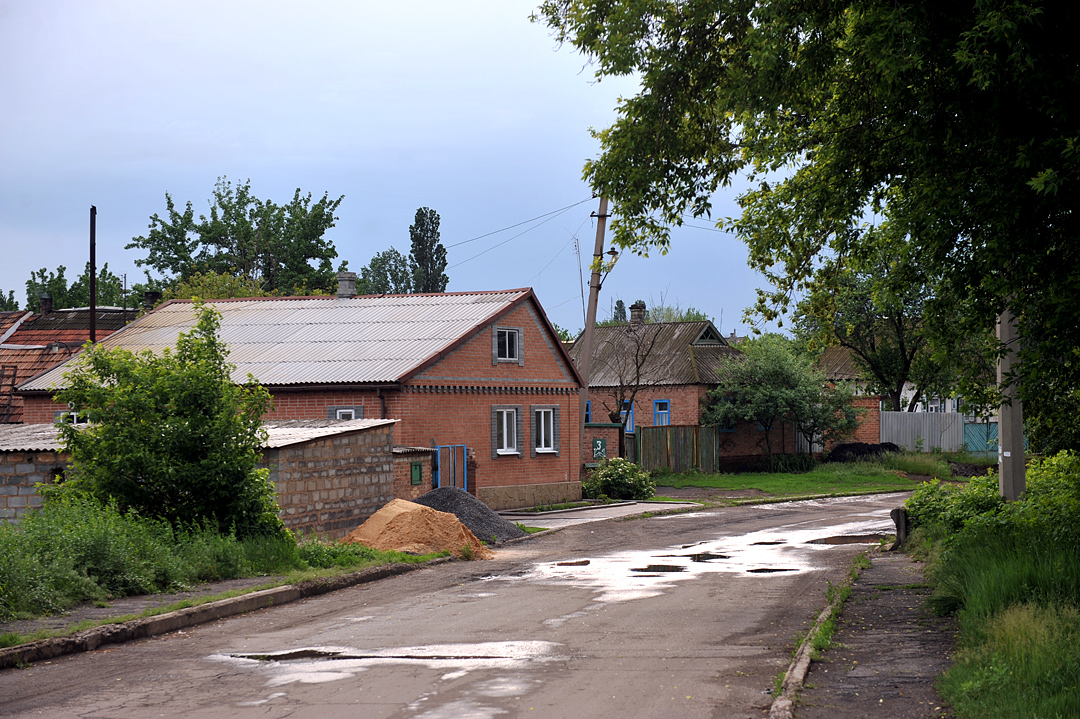

彼得里夫卡（烏克蘭語：Петрівка），是烏克蘭東部頓涅茨克州巴赫穆特区托雷茨克市镇的鎮。處於克里維托雷茨河畔，距離頓涅茨克44公里，海拔高度118米，2013年人口1,117。
2024年9月19日乌克兰最高拉达将此镇改名为新斯帕斯凯（Новоспаське）。2025年7月14日，俄羅斯軍隊佔領該鎮。